# Bad Girls (singel M.I.A.)
„Bad Girls” – piosenka hip-hopowa stworzona na czwarty album studyjny brytyjskiej piosenkarki M.I.A. pt. Matangi. Wyprodukowany przez Danję, utwór wydany został 31 stycznia 2012 roku jako pierwszy oficjalny singel promujący album. Teledysk do singla zdobył dwie nagrody MTV Video Music Awards 2012 w kategoriach najlepsza reżyseria w teledysku oraz za najlepsze zdjęcia.

## Teledysk
Teledysk do singla został nakręcony w Warzazat w Maroku, w geście solidarności z ruchem kobiet, które walczą o prawo do prowadzenia pojazdów w Arabii Saudyjskiej. Klip ukazał się 3 lutego 2012 roku i został wyreżyserowany przez Romaina Gavrasa, a jego scenariusz napisała M.I.A.

## Lista utworów
UK digital download
1. „Bad Girls” – 3:48

The Remixes
1. „Bad Girls (N.A.R.S. Remix) [feat. Missy Elliott & Azealia Banks]” – 2:58
2. „Bad Girls (Switch Remix) [feat. Missy Elliott & Rye Rye]” – 3:23
3. „Bad Girls (Leo Justi Remix)” – 3:55

## Notowania
| Lista (2012)                                  | Najwyższa pozycja |
| --------------------------------------------- | ----------------- |
| Australia (ARIA)                              | 81                |
| Belgia (Ultratip Flanders)                    | 38                |
| Kanada (Canadian Hot 100)                     | 92                |
| Francja (SNEP)                                | 61                |
| Irlandia (Irish Singles Chart)                | 80                |
| Korea Południowa (GAON)                       | 58                |
| Szwajcaria (Schweizer Hitparade)              | 61                |
| Wielka Brytania (Official Charts Company)     | 43                |
| US Bubbling Under Hot 100 Singles (Billboard) | 5                 |